# Sint-Servatiuskerk (Ophoven)
De Sint-Servatiuskerk is de rooms-katholieke parochiekerk van Ophoven in de Belgische provincie Limburg in de gemeente Kinrooi. Het adres is Venlosesteenweg 90 in Ophoven.
De kerk valt onder het dekenaat Maaseik in het bisdom Hasselt.

## Geschiedenis
De Sint-Servatiuskerk was waarschijnlijk een stichting van de Heren van Horn, welke het patronaatsrecht bezaten. Van 1802-1837 was de parochie samengevoegd met die van Geistingen, waarna Ophoven weer een zelfstandige parochie werd.

## Gebouw
De toren stamt uit de eerste helft van de 19e eeuw. In 1905 werd de huidige, neogotische, kerk gebouwd onder architectuur van M. Christiaens. In 1911 werd de toren met één geleding verhoogd, door Karel Gessler.
De vierkante toren bevindt zich aan de noordzijde van de voorgevel, terwijl zich aan de zuidzijde een veelhoekig traptorentje bevindt.

## Meubilair
Het meubilair van de kerk is goeddeels 19e-eeuws.